# یواس‌اس پارکر (دی‌دی-۴۸)
یواس‌اس پارکر (دی‌دی-۴۸) (به انگلیسی: USS Parker (DD-48)) یک کشتی بود که طول آن ۳۰۵ فوت ۳ اینچ (۹۳٫۰۴ متر) بود. این کشتی در سال ۱۹۱۳ ساخته شد.